# José Mujica
José Alberto (El Pepe) Mujica Cordano (Montevideo, 20 mei 1935 – aldaar, 13 mei 2025) was een Uruguayaans politicus. Hij was actief in de linkse guerrillabeweging Tupamaros, werd later medeoprichter van de politieke partij Beweging voor Populaire Participatie (Movimiento de Participación Popular, MPP) en was president van Uruguay van 2010 tot 2015 voor de linkse coalitie Frente Amplio. Mujica stond wereldwijd bekend om zijn sobere levensstijl en uitgesproken morele en sociale standpunten.

## Jeugd en guerrillajaren
Mujica groeide op in Paso de la Arena, een landelijke wijk net buiten Montevideo. Zijn vader overleed toen hij acht was, en als kind hielp hij het gezin financieel door onder andere brood te bezorgen en bloemen te verkopen. In zijn jonge jaren raakte hij betrokken bij de politiek via een oom en werd aanvankelijk actief in de centrumrechtse Partido Nacional, maar radicaliseerde tijdens de economische en sociale onrust in de jaren 60.
Begin jaren 60 sloot hij zich aan bij de Tupamaros, een stadsguerrillabeweging die geïnspireerd was door de Cubaanse revolutie. Mujica raakte gewond door zes kogels tijdens een actie, ontsnapte twee keer uit de gevangenis en bracht uiteindelijk 14 tot 15 jaar door in detentie, waarvan een aanzienlijk deel in isolatie. Tijdens zijn gevangenschap onder de militaire dictatuur werd hij onderworpen aan zware marteling en langdurige eenzame opsluiting, onder meer op de bodem van een put.

## Politieke carrière
Na zijn vrijlating in 1985 bij de terugkeer van de democratie richtte Mujica samen met andere ex-Tupamaros de MPP op, die onderdeel werd van het bredere linkse samenwerkingsverband Frente Amplio. In 1994 werd hij verkozen tot parlementslid en in 1999 tot senator. Hij diende van 2005 tot 2008 als minister van Landbouw, Veeteelt en Visserij onder president Tabaré Vázquez.

### President van Uruguay (2010-2015)
In 2010 werd Mujica verkozen tot president van Uruguay voor Frente Amplio. Tijdens zijn ambtstermijn voerde hij een reeks progressieve hervormingen door, waaronder de legalisering van abortus, het homohuwelijk en gereguleerde cannabishandel. Hij zette zich ook in voor hernieuwbare energie en sociale rechtvaardigheid.
Opvallend was Mujica’s persoonlijke levensstijl: hij weigerde te wonen in het presidentieel paleis, schonk 90% van zijn salaris aan goede doelen en bleef wonen op zijn eenvoudige boerderij. Dit leverde hem de bijnaam op van "de armste president ter wereld".

## Persoonlijk leven
Mujica leerde Lucía Topolansky kennen binnen de Tupamaros-beweging. Ze deelden jaren van politieke strijd, gevangenschap en later ook een leven op hun boerderij net buiten Montevideo. In 2005 trouwden ze; Topolansky zou uitgroeien tot een invloedrijke politica en werd in 2017 de eerste vrouwelijke vicepresident van Uruguay.

## Leven na het presidentschap en overlijden
Na zijn presidentschap bleef Mujica actief als senator tot hij zich tijdens de coronapandemie definitief uit de politiek terugtrok. In april 2024 maakte hij bekend slokdarmkanker te hebben; in januari 2025 gaf hij aan verdere behandeling te staken. Hij overleed op 13 mei 2025, een week voor zijn 90ste verjaardag.

## Persoonlijkheid en nalatenschap
Mujica werd internationaal geprezen om zijn bescheidenheid, filosofische inzichten en kritische houding tegenover consumentisme en ongelijkheid. Hij beschouwde vrijheid als de mogelijkheid om het leven te leiden zoals men wil en vond dat macht iemands ware aard onthult. Zijn presidentschap wordt vaak gezien als een voorbeeld van hoe morele integriteit en eenvoud gecombineerd kunnen worden met daadkrachtig bestuur.